# ザイタ駅
ザイタ駅（ザイタえき）はハンガリー国サボルチ・サトマール・ベレグ県フェヘールジャルマト郡にある、ハンガリー国鉄113号線の駅である。

## 駅構造

### ホーム
3面3線の地上駅。駅舎側に片側ホーム1面、島式ホーム2面の3面からなる。
| 路線    | 方向   | 行先                                                 | 備考           |
| ------- | ------ | ---------------------------------------------------- | -------------- |
| 113号線 | 西方向 | フェヘールジャルマト、マーテーサルカ、ブダペスト方面 | 区間特急、普通 |

### ダイヤ[1]
一日6本の運行。普通列車のみであるが、休日に限りうち1本がブダペスト行区間特急「ヘートメールフェルデシュ」号となる。区間特急も、マーテーサルカまでは各駅に停車する。

## 隣の駅
ハンガリー国鉄
113号線
区間特急
ロジャーイ駅 - ザイタ駅
普通
ロジャーイ駅 - ザイタ駅

## その他
ハンガリー最東端の駅で、ルーマニアとの国境に近い。